# Томасов лепкавопръст гекон
Томасов лепкавопръст гекон (Hoplodactylus rakiurae), наричан също живораждащ новозеландски гекон, е вид влечуго от семейство Diplodactylidae. Видът е почти застрашен от изчезване.

## Разпространение
Разпространен е в Нова Зеландия.